# Муальярви
Муальярви — пресноводное озеро на территории Кривопорожского сельского поселения Кемского района Республики Карелии.

## Общие сведения
Площадь озера — 1,1 км². Располагается на высоте 87,1 метров над уровнем моря.
Форма озера продолговатая: оно вытянуто с северо-востока на юго-запад. каменисто-песчаные, местами заболоченные.
Через озеро протекает река безымянный водоток, впадающий по правому берегу в реку Кемь.
Код объекта в государственном водном реестре — 02020000911102000006084.